# Tagebuch der Jaunde-Station

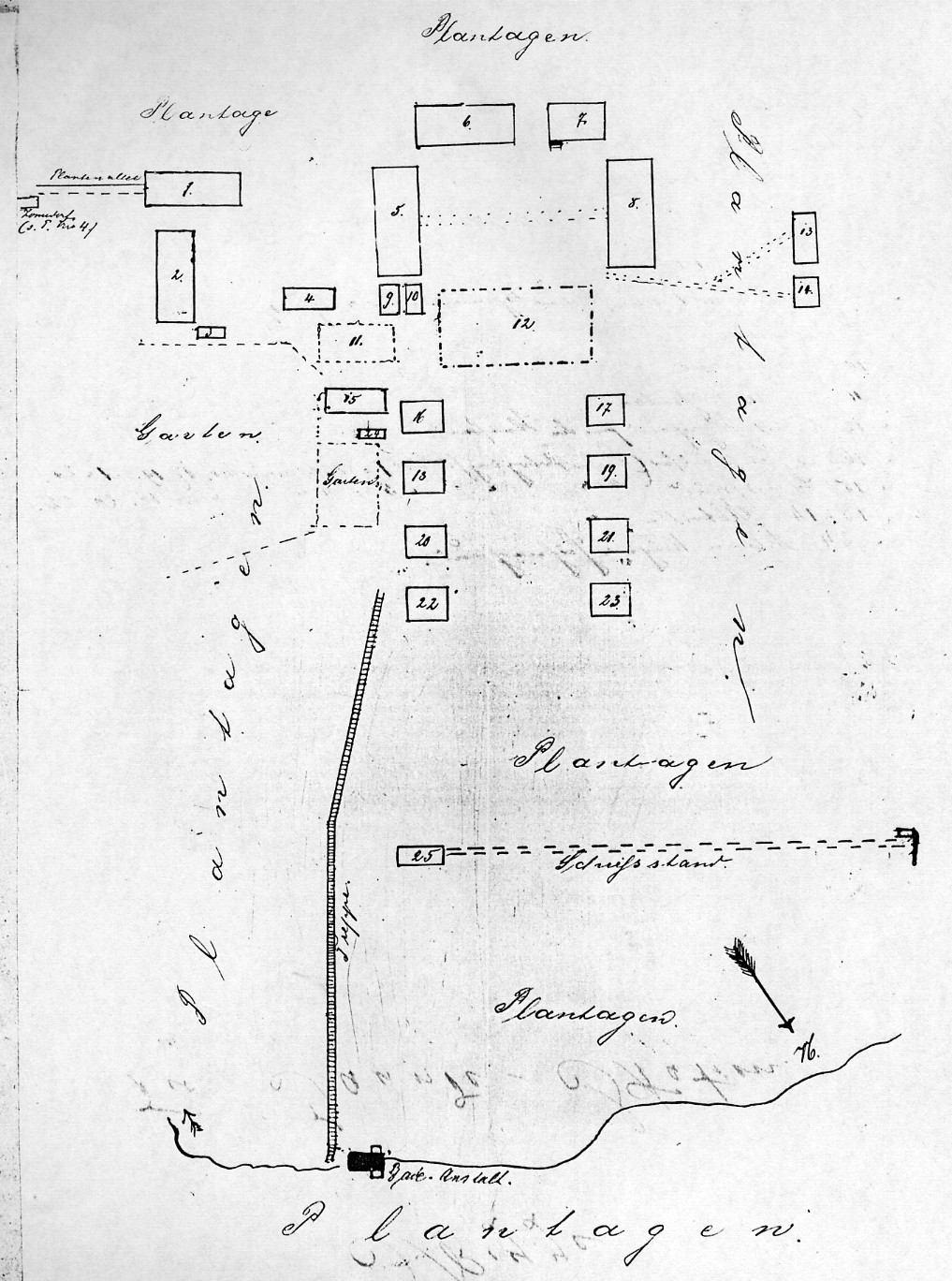
Skizze der Jaunde-Station

Das von Georg Zenker angelegte Tagebuch der Jaunde-Station im Hinterland von Kamerun ist ein zeitgenössisches Dokument, welches Einblicke in den Alltag kolonialer Expansion erlaubt. Zwar wurden zwischen 1889 und 1895 wahrscheinlich mehrere Tagebücher angelegt, allein das erste Tagebuch von Zenker scheint bis heute erhalten geblieben zu sein. Es befindet sich im Bundesarchiv und gelangt als Anlage eines Berichts von Curt Morgen dorthin.

## Aufbau und Struktur
Das Tagebuch berichtet auf 71 Seiten von den Geschehnissen in und um die Jaunde-Station zwischen dem 7. Dezember 1889 und dem 19. Juli 1890. Ab dem 30. Juni kommt es zu einem markanten Wechsel von Handschrift und Schreibstil. Es kann mit Sicherheit davon ausgegangen werden, dass Curt Morgen nach seiner Rückkehr ab diesem Tag wieder die Einträge vorgenommen hat. Handschrift und Stil wechseln nochmals ab dem 14. Juli (Zenker) sowie am 19. Juli (Morgen).

Die Angaben im Tagebuch sind stichpunktartig notiert, wobei es selten mehr als fünf Stichpunkte pro Tag gibt. Während Zenkers Einträge sachliche Aufzählungen darstellen, nimmt Morgen an mehreren Stellen Wertungen vor.